# خط راه‌آهن تاکائو توزان

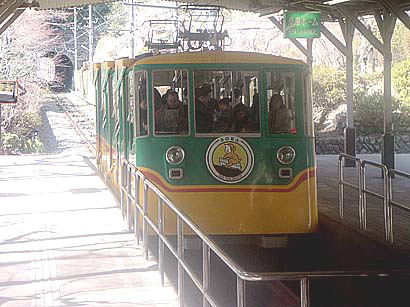
یکی از قطارهای خط تاکائو توزان

خط راه‌آهن تاکائو توزان (به ژاپنی: 高尾登山電鉄, Takao Tozan Dentetsu) یکی  از خطوط ترابری توکیو  است. این خط در کوه تاکائو در منطقهٔ هاچی‌اوجی قرار دارد. تاکائو توزان دارای یک خط قطار کابلی که (به ژاپنی: 高尾登山ケーブル, Takao Tozan Kēburu) نامیده می‌شود و یک خط تله‌سی‌یژ است و در سال ۱۹۲۱ میلادی افتتاح شده‌است. این خط دو ایستگاه دارد ایستگاه پایینی در نزدیکی ایستگاه تاکائو سان گوچی وابسته به خط کیئو کیئوتاکی  نامیده می‌شود و ایستگاه بالا در نزدیک معبد تاکائوسان-یاکوئواین در ارتفاع ۴۲۷ متری کوه تاکائو ایستگاه تاکائو سان  نامیده می‌شود. قیمت بلیط رفت و برگشت ۹۰۰ ین است.

## نگارخانه

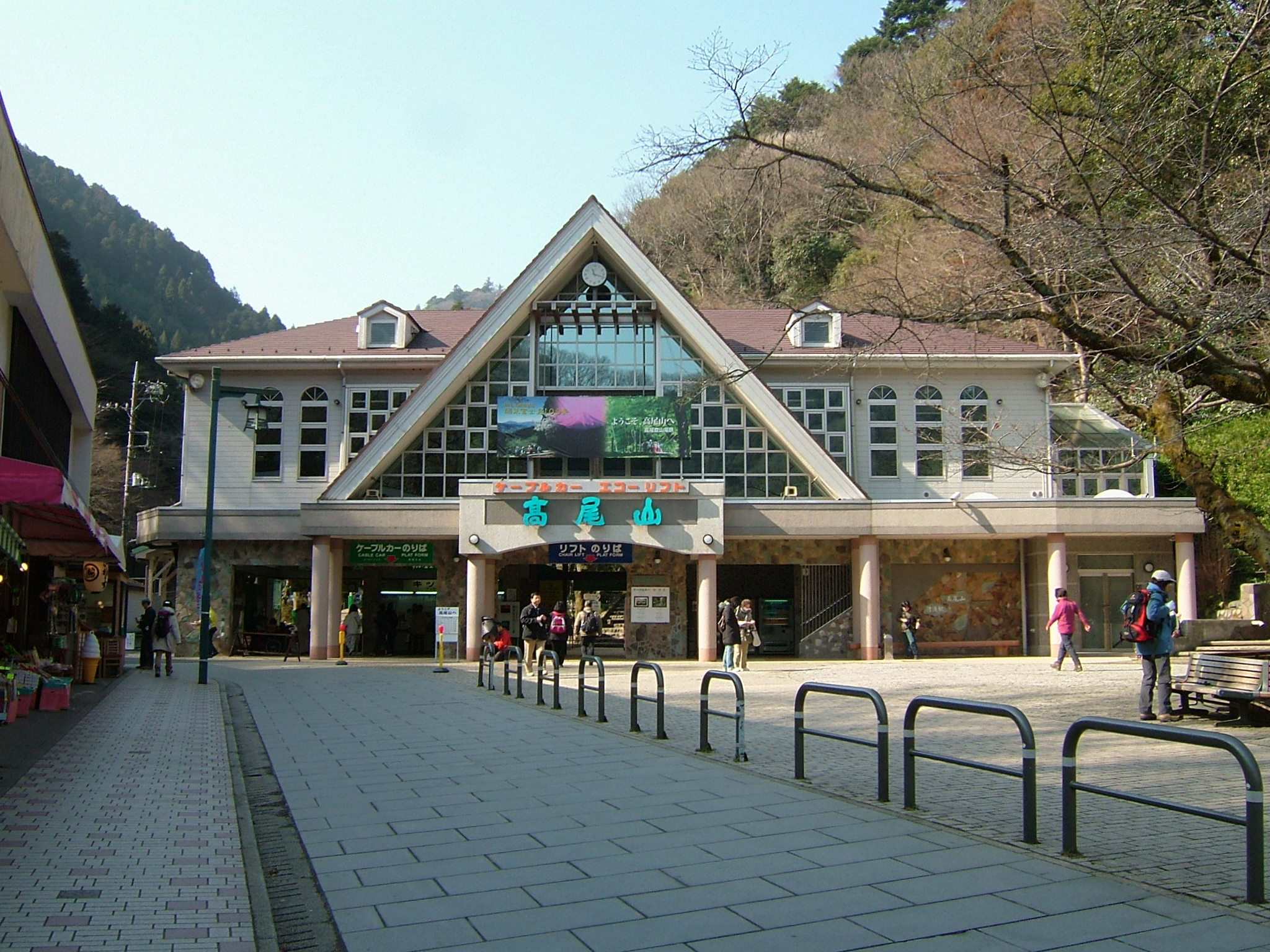
ایستگاه کیئوتاکی در پایین کوه تاکائو
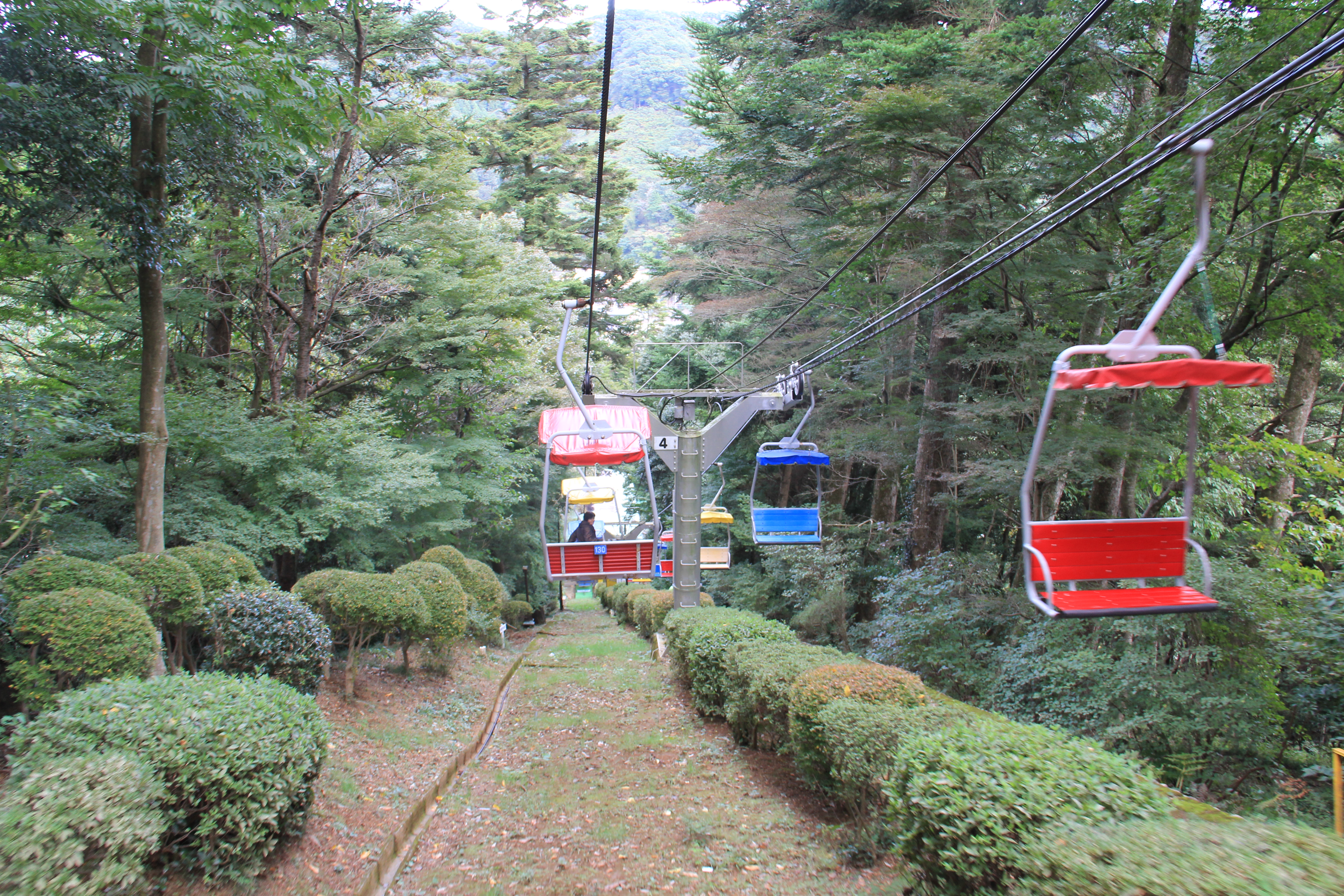
تله‌سی‌یژ در کوه تاکائو